# ジュルベル県
ジュルベル県（ジュルベルけん、département de Diourbel）は、セネガル北西部ジュルベル州中部にある県。ジュルベル市とンディンディ郡、ンドゥル郡からなる。県都はジュルベル。